# Rhynchospora rosae
Rhynchospora rosae är en halvgräsart som beskrevs av William Wayt Thomas. Rhynchospora rosae ingår i släktet småag, och familjen halvgräs. Inga underarter finns listade i Catalogue of Life.